# Autónimo (botánica)
En nomenclatura botánica (que también cubre fungi), los autónimos son nombres creados automáticamente. Se aplican solo a taxones resultantes de la subdivisión de un género (Artículo 22º del Código Internacional de Nomenclatura Botánica) o de una especie (Art. 26º), y solo a taxones infragenéricos o infraespecíficos. Se consideran publicados cuando fue publicado el primer taxón infragenérico o infraespecífico, aunque no esté explícitamente mencionado en ese tiempo. Los espécimen tipos no se designan como autónimos, ya que están incluidos en especie tipo (para nombres infragenéricos), o el tipo de especies (para nombres infraespecíficos). El epíteto específico siempre es una repetición del nombre del género o de la especie, y se cita sin autoridad. Los autónimos tienen prioridad científica sobre otros nombres publicados al mismo tiempo. Ejemplos: Euphorbia sect. Euphorbia, Tricholoma (Fr.) Staude sect. Tricholoma, Festuca ovina subsp. ovina; Tricholoma sulphureum (Bull.: Fr.) P. Kumm. var sulphureum.
- Datos: Q1837887